# هيلينا ويست هيلانا
هيلينا ويست هيلانا (بالإنجليزية: Helena-West Helena, Arkansas)‏ هي مدينة تقع في مقاطعة فيليبس بولاية أركنساس في الولايات المتحدة. تبلغ مساحة هذه المدينة 34.6 (كم²)، وترتفع عن سطح البحر م، بلغ عدد سكانها 12282 نسمة في عام 2010 حسب إحصاء مكتب تعداد الولايات المتحدة.

## التركيبة السكانية
حدّد مكتب تعداد الولايات المتحدة بيانات التركيبة السكانية لهيلينا ويست هيلانا في تعداد الولايات المتحدة. في ما يلي، التركيبة السكانية حسب تعدادي 2000 و2010.

### تعداد عام 2010
بلغ عدد سكان هيلينا ويست هيلانا 12,282 نسمة بحسب تعداد عام 2010، وبلغ عدد الأسر 4,676 أسرة وعدد العائلات 3,026 عائلة مقيمة في المدينة. في حين سجلت الكثافة السكانية 362.2 نسمة لكل كيلومتر مربع (938.1/ميل2). وبلغ عدد الوحدات السكنية 5,671 وحدة بمتوسط كثافة قدره 167.2 لكل كيلومتر مربع (433.0/ميل2).
وتوزع التركيب العرقي للمدينة بنسبة 23.86% من البيض و74.52% من الأمريكيين الأفارقة و0.25% من الأمريكيين الأصليين و0.36% من الأمريكيين ذوي الأصول الآسيوية و0.01% من سكان جزر المحيط الهادئ و0.27% من الأعراق الأخرى و0.74% من عرقين مختلطين أو أكثر و1.18% من الهسبانيون أو اللاتينيون من أي عرق.
بلغ عدد الأسر 4,676 أسرة كانت نسبة 37.6% منها لديها أطفال تحت سن الثامنة عشر تعيش معهم، وبلغت نسبة الأزواج القاطنين مع بعضهم البعض 28.7% من أصل المجموع الكلي للأسر، ونسبة 30.3% من الأسر كان لديها معيلات من الإناث دون وجود شريك،  بينما كانت نسبة 5.7% من الأسر لديها معيلون من الذكور دون وجود شريكة وكانت نسبة 35.3% من غير العائلات. تألفت نسبة 31.2% من أصل جميع الأسر من عدة أفراد يعيشون في نفس المنزل ونسبة 11% كانت تتألف من شخص يعيش بمفرده يبلغ من العمر 65 عاماً أو أكثر. وبلغ متوسط حجم الأسرة المعيشية 2.57، أما متوسط حجم العائلات فبلغ 3.25.
بلغ العمر الوسطي للسكان 33.2 عاماً. وكانت نسبة 30.2% من القاطنين تحت سن الثامنة عشر، وكانت نسبة 9.6% بين الثامنة عشر والرابعة والعشرين عاماً، ونسبة 22.5% كانت واقعةً في الفئة العمرية ما بين الخامسة والعشرين والرابعة والأربعين عاماً، ونسبة 24.1% كانت ما بين الخامسة والأربعين والرابعة والستين، ونسبة 13.5% كانت ضمن فئة الخامسة والستين عاماً فما فوق. وتوزع التركيب الجنسي للسكان بنسبة 46% ذكور و54% إناث.

## أعلام
- لوتس مارتن

## وصلات خارجية
- The US50 - Cities and Towns in Arkansas State
- 2012 United States Census Estimate